# Yves Guilcher
Pour les articles homonymes, voir Guilcher.
 (janvier 2023).
Yves Guilcher, dit Yvon Guilcher, né le 19 septembre 1941, est un chercheur et musicien français. Il est l'un des membres fondateurs du groupe folk Mélusine et l'initiateur de nombreuses actions dans le domaine de l'étude et de l'enseignement des danses et musiques traditionnelles. Il est le fils du chercheur Jean-Michel Guilcher. Il a suivi ses parents au cours de leur enquête de terrain dans les campagnes bretonnes des années 1950.

## Biographie
Yvon Guilcher est membre du groupe Mélusine de 1973 à 1990. Il chante et joue des instruments à vent (flûtes à bec, cromorne, cornemuses), ainsi que du bodhrán et des cuillères musicales.
Il est, avec sa sœur Naïk Raviart, le fondateur de l'Atelier de la danse populaire (ADP), une association dont l'objet est la recherche sur les danses populaires et traditionnelles et leur enseignement au cours de stages et de cours réguliers.
Professeur agrégé d'allemand en retraite (il fut en poste au lycée militaire de Saint-Cyr l'École), il est également docteur en ethnologie, auteur d'une thèse sur la danse ancienne (Université de Bretagne Occidentale, Brest, 1994).

## Publications
- À ses compagnons étudiants..., traduction et analyse du livre d'Antonius Arena Ad suos compagnones studiantes, Créteil, Atelier de la danse populaire, 1990  (ISBN 2-907567-02-0).
- Culture traditionnelle et danse ancienne en France, thèse, Brest, Université de Bretagne Occidentale, 1994
- L'histoire de la danse, parent pauvre de la recherche, Toulouse, Isatis, Cahiers d'ethnolomusicologie régionale, 1994 (avec Jean-Michel Guilcher).
- La danse traditionnelle en France. D'une ancienne civilisation paysanne à un loisir revivaliste, Paris, Librairie de la danse, édition FAMDT, 1998  (ISBN 2-910432-17-3).
- Le Berry et ses Bourrées, La Crèche, Geste éditions, 2016  (ISBN 978-2-36746-632-3) (avec Solange Panis et Naïk Raviart) (avec DVD)
- Recueils de chansons :
  - Sur le bord de la rivière, Flammarion, 1981
  - Le Jument de Michau et autre chansons, Flammarion, 1982
  - Le livre des chansons à danser, Atelier de la danse populaire, 1986

## Discographie
- Voir la discographie du groupe Mélusine
- Participations discographiques :
  - 1972 : Musique populaire d'expression française, du folk-club Le Bourdon, expression spontanée n° 7, auto-production. Y. Guilcher y chante.
  - 1973 : Pré-Folk / La préhistoire du Folk, Naïk Raviart, Mône Dufour, Yvon Guilcher, Jean-François Dutertre, Pathé-Marconi-EMI.
  - 1976 : Chansons à danser, Belle ton amour me mène, avec Jean-Loup Baly, Jean-François Dutertre, Emmanuelle Parrenin, Naïk Raviart, Mône Dufour, Dominique Regef, Le Chant du Monde LDX 74641.
  - 1976 : La flûte douce, Catherine Duval, Yvon Guilcher, Le Chant du Monde, Special Instrumental, LDX 74612.
  - 1977 : Blanche fleur, musique ancienne, de Michel Legoubé, Discovale WM 14. Y. Guilcher y joue de la flûte à bec.
  - 1978 : Marc Perrone, Y. Guilcher joue hautbois, flûte, cornemuse, cromorne
  - 1978 : A La Ronde - Rondes Et Jeux Dansés N°2, avec Mône Dufour et Naïk Raviart, Père Castor Flammarion.
  - 1983 : Marc Perrone - La Forcelle, Y. Guilcher joue flûte et cromorne.
  - 1996 : Anthologie de chanson traditionnelle française - soldats, conscrits et déserteurs, Y. Guilcher chante dans un morceau.
  - 1997 : Bourrées en Berry et Bourbonnais, musiques pour l'atelier de danse, édition de l'ADP, Y. Guilcher chante et joue de la flûte douce et de la cornemuse, cassette ADP 04.
  - 2002 : Kan ba'n dañs, Loeiz Ropars ha Kanerien Pleuigner, Keltia musique KMCD131 : 8 morceaux en breton sous le nom de Youenn Guilcher.
  - 2009 : La veillée imaginaire, Françoise Masset, François Lazarevitch & Les Musiciens de St Julien. Y. Guilcher a écrit les notes de pochette.

## Radio
- Péroline Barbet, "Yvon Guilcher, la danse en héritage. Entretien avec Yvon Guilcher" Les podcast de la FAMDT (2021)